# Hypopyra unistrigata
Hypopyra unistrigata är en fjärilsart som beskrevs av Achille Guenée 1952. Hypopyra unistrigata ingår i släktet Hypopyra och familjen nattflyn. Inga underarter finns listade i Catalogue of Life.